# Empiema
Un empiema (del grec ἐμπύημα "abscés") és una acumulació de pus dins d'una cavitat anatòmica natural preexistent. Per exemple, l'empiema pleural és l'empiema de la cavitat pleural. S'ha de diferenciar d'un abscés, que és una acumulació de pus en una cavitat de nova formació.

## Classificació
En medicina humana, l'empiema es produeix en:
- La cavitat pleural (empiema pleural també conegut com a piotòrax)
- La cavitat toràcica
- L'úter (piometra)
- L'apèndix (apendicitis)
- Les meninges (empiema subdural)
- Les articulacions (artritis sèptica)
- La vesícula biliar